# Hollywood Music in Media Awards
O Hollywood Music in Media Awards (HMMA) homenageia o uso musical no cinema, televisão, jogos de vídeo, comerciais e trailers. As indicações são determinadas por um conselho consultivo e do comitê de seleção composto por jornalistas, executivos, letristas e compositores. Os vencedores são escolhidos por membros da Sociedade de Compositores e Letristas, da Academia de Televisão e Artes, da Academia de Artes e Ciências Cinematográficas e da National Academy of Recording Arts. Em 2016, os vencedores foram anunciados em 17 de novembro.